# Sergej Plotnikov
Sergej Sergeevič Plotnikov (in russo Сергей Сергеевич Плотников?; Komsomol'sk-na-Amure, 3 giugno 1990) è un hockeista su ghiaccio russo.

## Palmarès

### Mondiali
- 4 medaglie:
  - 1 oro (Bielorussia 2014)
  - 1 argento (Repubblica Ceca 2015)
  - 2 bronzi (Russia 2016; Germania/Francia 2017)